# Kongenitale stationäre Nachtblindheit

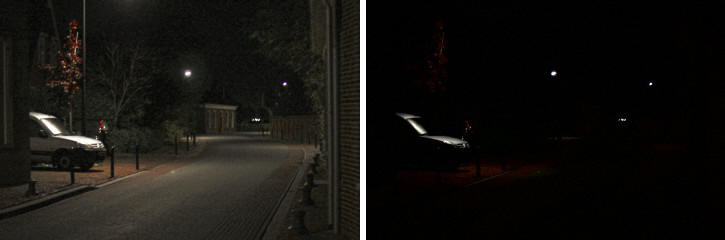
Links normale Sehfähigkeit, rechts Nachtblindheit

Die kongenitale stationäre Nachtblindheit (CSNB), auch angeborene oder essentielle Nachtblindheit genannt, ist eine seltene angeborene („kongenitale“) Erkrankung mit bereits im Neugeborenenalter vorliegender Sehschwäche nachts oder bei geringen Lichtverhältnissen, die im Verlauf des Lebens unverändert („stationär“) bleibt. Die Ursache liegt in einer Störung der Stäbchen.
Synonyme sind: essentielle kongenitale Nyktalopie; Nyktalopie, essentielle kongenitale

## Verbreitung
Die Häufigkeit ist nicht bekannt.
Syndrome mit Nachtblindheit als wesentliches Merkmal sind im Artikel Nachtblindheit aufgeführt.

## Einteilung
Die klassische klinische Einteilung beruht auf den Befunden des Elektroretinogramms und der Ophthalmoskopie:
- Typ 1 ohne Veränderungen am Augenhintergrund
  - Riggs-Typ[5]
  - Schubert-Bornstein Typ[6]
- Typ 2 mit Veränderungen am Augenhintergrund
  - Fundus albipunctatus
  - Oguchi-Syndrom

Unterschieden werden kann ferner zwischen kompletten (cCSNB) und inkompletten (iCSNB) Formen. Bei den kompletten Formen liegt die Störung auf den ON-Bipolarzellen mit Fehlfunktion der Signalweiterleitung und fehlender b-Welle im Elektroretinogramm. Bei inkompletten Formen liegt die Störung in den Synapsen mit veränderter Signalübertragung an die ON- und OFF-Bipolarzellen mit verminderter Signalstärke im Elektroretinogramm.

## Ursache
Je nach zugrunde liegender Mutation können folgende Typen unterschieden werden:
- Typ 1, autosomal-dominant mit Mutationen im RHO-Gen auf Chromosom 3 Genort q22.1[8]
- Typ 1A, X-chromosomaler Erbgang mit Mutationen im NYX-Gen an p11.4[9]
- Typ 1B, autosomal-rezessiv mit Mutationen im GRM6-Gen auf Chromosom 5 an q35.3[10]
- Typ 1C, autosomal-rezessiv mit Mutationen im TRPM1-Gen auf Chromosom 15 an q13.3[11] beim Pferd auf ECA1[12]
- Typ 1D, autosomal-rezessiv mit Mutationen im SLC24A1-Gen auf Chromosom 15 an q22.31[13]
- Typ 1E, autosomal-rezessiv mit Mutationen im GPR179-Gen auf Chromosom 17 an q12[14]
- Typ 1F, autosomal-rezessiv mit Mutationen im LRIT3-Gen auf Chromosom 4 an q25[15]
- Typ 1G, autosomal-rezessiv mit Mutationen im GNAT1-Gen auf Chromosom 3 an p21.31[16]
- Typ 1H, autosomal-rezessiv mit Mutationen im GNB3-Gen auf Chromosom 12 an p13.31[17]
- Typ 2, autosomal-dominant mit Mutationen im PDE6B-Gen auf Chromosom 4 an p16.3[18]
- Typ 2A, X-chromosomal mit Mutationen im CACNA1F-Gen an p11.23[19]
- Typ 2B (Nonprogressive congenital Cone-rod synaptic disorder), autosomal-rezessiv mit Mutationen im CABP4-Gen auf Chromosom 11 an q13.2[20]
- Typ 3 (Nougaret Typ), autosomal-dominant mit Mutationen im GNAT1-Gen auf Chromosom 3 an p21.31[21]

## Klinische Erscheinungen
Klinische Kriterien sind:
- konstante, nicht fortschreitende Nachtblindheit
- normaler Visus im Hellen
- Gesichtsfeld nicht eingeschränkt

Hinzu können Hyperopie, Myopie und Strabismus oder Nystagmus kommen.

## Diagnose
Die Diagnose wird meist zwischen dem 10. und 20. Lebensjahr gestellt durch augenärztliche und humangenetische Untersuchung.

## Differentialdiagnostik
Abzugrenzen sind die Retinopathia pigmentosa, progressive Zapfen-Stäbchen-Dystrophie, erworbene Nachtblindheit, meist Vitamin-A-Mangel und Retinitis punctata albscens sowie die Åland Island-Augenkrankheit.

## Therapie
Eine Behandlung ist bislang nicht bekannt.